# کوه آندرومکی
کوه آندرومکی (به انگلیسی: Mount Andromache) یک کوه در کانادا است که در آلبرتا واقع شده‌است. کوه آندرومکی ۳٬۰۳۳ متر بالاتر از سطح دریا واقع شده‌است.